# Syrská eparchie bejrútská
Syrská eparchie bejrútská je eparchie syrské katolické církve v Libanonu, která je sídlení eparchií syrského katolického patriarchy. Jejím eparchou je patriarcha Ignace Joseph III. Younan.

## Historie
Na konci 18. století syský antiochijský patriarcha Ignatius Michael III. Jarweh utekl před pronásledováním v Sýrii do Libanonu, a spolu s ním i skupina kněží a křesťanských rodin. V roce 1817 patriarcha Ignatius Simon II. Zora založil oficiálně eparchii a jmenoval mnicha Antoina Diyárbekirlîho eparchou: eparcha však neměl rezidenci ani žádný kostel. Po jeho smrti v roce 1841 byl jmenován Youssef Hayek, který se rozhodl pro vybudování kláštera Panny Marie Vysvoboditelky - Cherfeh v lokalitě Daroun - Harissa. Okolo kláštera se začaly shromažďovat početné křesťanské rodiny. Hayek byl v roce 1854 jmenován archieparchou aleppským a po jeho odchodu byla eparchie spravována patriarchálními vikáři, ketří byli většinou kněžími. V letech 1878-1884 byl vybudován kostel sv. Jiří v Bejrútu, který dlouho sloužil jako katedrála eparchie. Od roku 1910 je eparchie sídelní eparchií patriarchy.

## Seznam eparchů a vikářů
- 1817-1841 Antoine Diyárbekirlî
- 1841-1854 Youssef Hayek
- 1885-1898 Antonio Kandelafte, patriarchální vikář
- 1890-1894 Ephrem Rahmani, biskup bejrútský
- 1894-1897 Cyril Benham
- od 1910 - sídelní eparchie syrského katolického patriarchy (viz seznam patriarchů)